# 弗倫德希普鎮區 (明尼蘇達州耶洛梅德辛縣)
弗倫德希普鎮區（英語：Friendship Township）是位於美國明尼蘇達州耶洛梅德辛縣的一個行政鎮區，於1879年設立。

## 地方資料
弗倫德希普鎮區的面積為91.30平方千米，當中陸地面積為91.02平方千米，而水域面積為0.27平方千米。根據2020年美國人口普查的數據，當地共有人口178人，而人口密度為每平方千米1.95人。